# Scopula atriceps
Scopula atriceps är en fjärilsart som beskrevs av George Francis Hampson 1895. Scopula atriceps ingår i släktet Scopula och familjen mätare. Inga underarter finns listade.